# Paul Ehrlich
 Denne artikel omhandler Paul Ehrlich (professor i Medicin). Opslagsordet har også en anden betydning, se Paul R. Ehrlich.
Paul Ehrlich (14. marts 1854 i Strehlen (nu: Strzelin), Schlesien – 20. august 1915 i Bad Homburg) var en tysk professor i medicin og modtog Nobelprisen i medicin i 1908 sammen med Ilja Iljitsj Metsjnikov.
Ehrlichs bidrag til videnskaben består bl.a. i at have deltaget i undersøgelsen af difteri-serum, og udviklingen af Salvarsan, der har givet mulighed for behandling af syfilis.